# Alan Hewitt
Pour les articles homonymes, voir Hewitt.
Alan Hewitt est un acteur né le 21 janvier 1915 décédé le 7 novembre 1986 à New York (New York).

## Filmographie
- 1959 : Les Déchaînés (A Private's Affair) de Raoul Walsh : Maj. R.C. Hanley
- 1959 : Career : Matt Helmsley
- 1961 : Monte là-d'ssus (The Absent Minded Professor) : Gen. Hotchkiss
- 1961 : L'Américaine et l'Amour (Bachelor in Paradise) : Attorney Backett
- 1962 : Le Shérif de ces dames (Follow That Dream) : H. Arthur King
- 1962 : Un soupçon de vison (That Touch of Mink) : Doctor Gruber
- 1962 : Le Jour du vin et des roses (Days of Wine and Roses) de Blake Edwards : Rad Leland
- 1963 : Après lui, le déluge (Son of Flubber) de Robert Stevenson : Prosecutor
- 1964 : Les Mésaventures de Merlin Jones (The Misadventures of Merlin Jones) : Professor Shattuck
- 1965 : Comment tuer votre femme (How to Murder Your Wife) de Richard Quine : District Attorney
- 1965 : Un neveu studieux (The Monkey's Uncle) : Professor Shattuck
- 1965 : Further Adventures of Gallegher: The Big Swindle (TV, épisode 2) : Chauncey
- 1967 : Les Mystères de l'Ouest (The Wild Wild West), (série TV) - Saison 2 épisode 24, La Nuit du Fantôme du Colonel (The Night of the Colonel's Ghost), de Charles Rondeau : Vincent Pernell
- 1968 : Le Cheval aux sabots d'or (The Horse in the Gray Flannel Suit) : Harry Tomis
- 1968 : The Brotherhood : Sol Levin
- 1969 : Sweet Charity de Bob Fosse : Nicholsby
- 1969 : Wake Me When the War Is Over (TV)
- 1969 : D.A.: Murder One (TV) : Judge Tanner
- 1969 : L'Ordinateur en folie (The Computer Wore Tennis Shoes) : Dean Collingswood
- 1970 : R.P.M. : Hewlett
- 1971 : Un singulier directeur (The Barefoot Executive) : Farnsworth
- 1972 : Pas vu, pas pris (Now You See Him, Now You Don't) de Robert Butler : Dean Edgar Collingswood
- 1973 : Pueblo (TV) : Congressional Chairman
- 1975 : La Légende de Lizzie Borden (The Legend of Lizzie Borden) (TV) : Mayor Coughlin
- 1976 : Captains and the Kings (feuilleton TV) : Gov. Hackett
- 1977 : La Chasse aux sorcières (Tail Gunner Joe) (TV) : Dean Acheson
- 1978 : The Seniors (en) de Rodney Amateau : The Inspector